# كوليمر (أورن)
كوليمر هي بلدية في أورن في شمال غرب فرنسا.